# Dab in the Middle
A Dab in the Middle a szerb Smak együttes 1978-ban kiadott angol nyelvű nagylemeze. Az album 1992-ben kazettán is megjelent The Pages of Our Time címmel.

## Az album dalai

### A oldal
1. Horse of Chrome (3:30)
2. Dark Roads (4:07)
3. What's That, Man? (6:16)
4. The Pages of Our Time	(5:08)

### B oldal
1. Early to Bed, Early to Rise (3:56)
2. Entrance to Harem (4:01)
3. White Sails (11:08)

## Közreműködők
- Boris Aranđelović – ének
- Radomir Mihajlović "Točak" – gitár
- Tibor Levay – billentyűs hangszerek
- Zoran Milanović – basszusgitár
- Slobodan Stojanović "Kepa" – dob

### Vendégzenész
- David Moos – konga, üstdob, maracas, kasztanyetta, gong, cabasa